# سوزان إسترادا
سوزان إسترادا (بالإنجليزية: Susan Estrada)‏ هي عَالِمَة حاسوب أمريكية، ولدت في القرن العشرين.